# Cratere Argelander
Argelander è un cratere lunare di 33,72 km situato nella parte sud-orientale della faccia visibile della Luna.
Il cratere è dedicato all'astronomo tedesco Friedrich Wilhelm August Argelander.

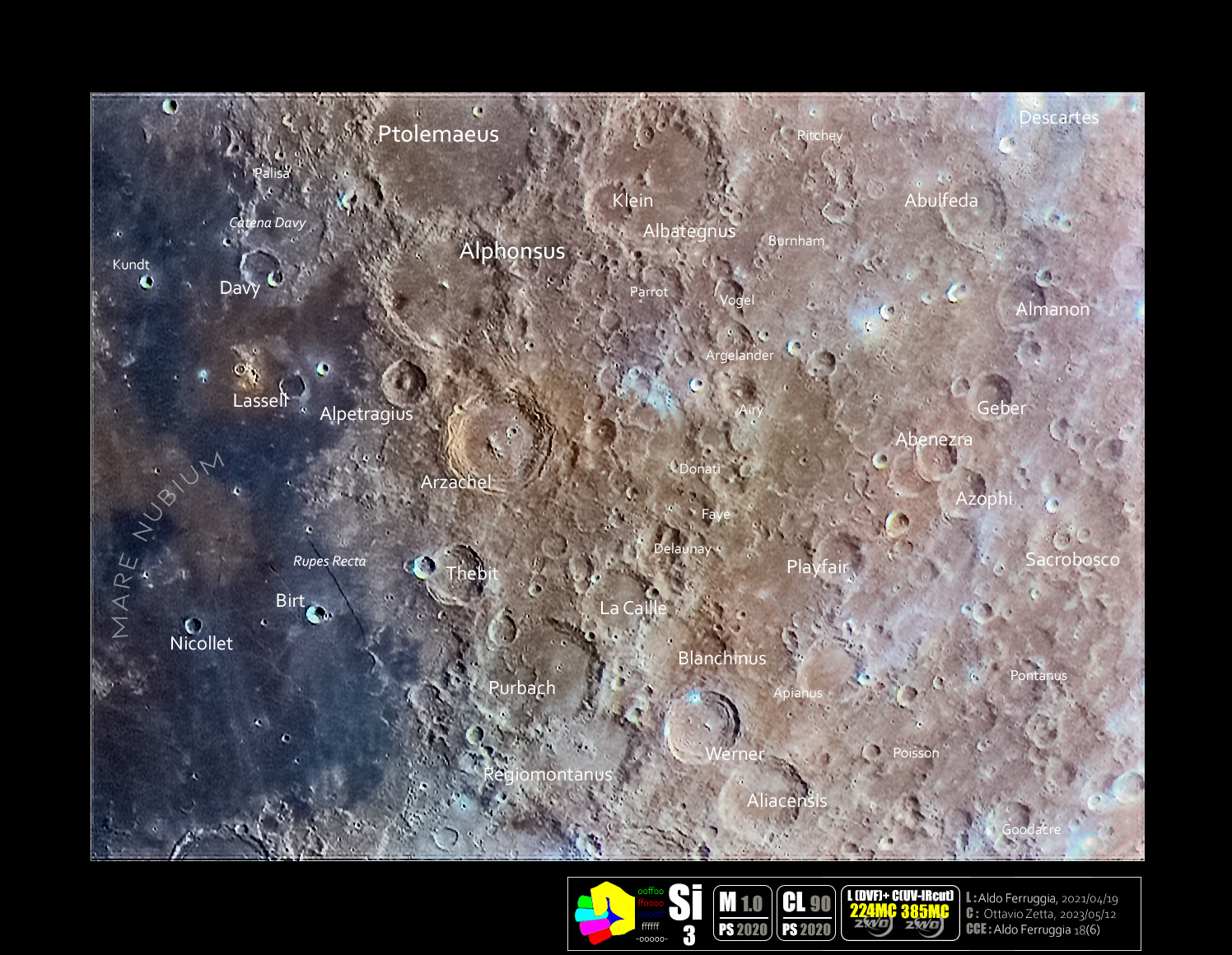
Il cratere con le strutture vicine in una Immagine Selenocromatica(Si)

## Crateri correlati
Alcuni crateri minori situati in prossimità di Argelander sono convenzionalmente identificati, sulle mappe lunari, attraverso una lettera associata al nome.
| Argelander | Coordinate           | Diametro (in km) |
| ---------- | -------------------- | ---------------- |
| A          | 16°32′24″S 6°45′00″E | 8,65             |
| B          | 15°36′S 5°06′E       | 5,6              |
| C          | 16°16′48″S 5°43′12″E | 3,87             |
| D          | 17°38′24″S 4°26′24″E | 10,69            |
| W          | 16°45′00″S 4°10′48″E | 18,63            |